# Akcija socijaldemokrata Hrvatske
Akcija socijaldemokrata Hrvatske, bila je lijevo orijentirana politička stranka u Hrvatskoj. 

## Povijest
U registar stranaka stranka je upisana u veljači 1990. Kao nasljednik Socijalističkog saveza radnog naroda Hrvatske i kasnije Socijalističkog saveza – Saveza socijalista Hrvatske, promijenila je svoj naziv iz Socijalistička stranka Hrvatske u Akcija socijaldemokrata Hrvatske u prosincu 1994.
Prvi predsjednik ASH bio je Miko Tripalo, jedan od vođa "Hrvatskog proljeća" i saborski zastupnik u vrijeme osnivanja stranke. Nakon smrti Mike Tripala, na Drugom izvanrednom Saboru ASH, održanom 29. lipnja 1996., za predsjednika ASH izabran je Silvije Degen. Na Trećem Saboru ASH, održanom 24. studenoga 2001., za predsjednika ASH izabran je prof. Zlatko Klarić.
Nezadovoljni politikom Ivice Račana i nesuprotstavljanju vlasti dr. Franje Tuđmana, stranka je imala velike nade kako će oko sebe okupiti razočarane ljevičare, ali imati i širu podršku, pogotovo nakon što im se priključio Miko Tripalo. Međutim na izborima za Hrvatski sabor 1995. godine nije osvojila niti jedan mandat te je nakon toga uglavnom djelovala u koalicijama s drugim strankama ljevice i centra kao Udružena ljevica.[nedostaje izvor]
Stranka je 2016. godine brisana iz Registra političkih stranaka.

## Vrijednosti i načela
ASH je politička stranka koja Republiku Hrvatsku demokratskim putem želi ustrojiti na načelima i tradicijama hrvatskog i europskog socijaldemokratskog pokreta. Cilj je ostvarenje Republike Hrvatske kao neovisne, pravne i socijalne države utemeljene na demokraciji, ljudskim pravima, nacionalnim, vjerskim, kulturnim i političkim slobodama, te uvažavanju regionalnih specifičnosti RH. Jedan od glavnih ciljeva je učvršćenje demokratskih političkih institucija kroz suradnju sa svim političkim snagama koje prihvaćaju demokraciju, oslanjanjem na cjelokupnu tradiciju antifašizma i antitotalitarizma, liberalne, socijalističke pa i kršćanske provenijencije. Proklamirani cilj ASH-a je prevladati krizu hrvatske socijaldemokratske ljevice provođenjem novog programa u kojem će Hrvatska ponuditi socijaldemokratsku alternativu utemeljenu na iskustvima europske socijaldemokracije, uvažavajući specifične prilike i probleme Hrvatske. ASH će također braniti ljudska prava i demokratske institucije, zalagati se za tržišnu ekonomiju i slobodno poduzetništvo te uspostavu institucija suvremene socijalne države.

## Predsjednici
- Miko Tripalo (1994. – 1996.)
- Silvije Degen (1996. – 2001.)
- Zlatko Klarić (2001. – 2016.)

## Poznati članovi
- Dragutin Dimitrović[4]
- Milorad Pupovac[5]
- Predrag Raos[6]